# Cultura de la cerámica de bandas
La cultura de la cerámica de bandas (Linearbandkeramik), abreviada LBK, constituye un horizonte arqueológico del Neolítico europeo, cuyo apogeo data de cc. 5500-4500 a. C. Sus concentraciones más densas se encuentran en el Danubio medio, el Elba superior y medio, así como en los sectores superior y medio del Rin.
Estos grupos están relacionados con la introducción  de la agricultura en Europa central. Los objetos cerámicos de los que proviene su nombre consisten en tazas, cuencos, vasijas y jarras de confección sencilla, sin asas. Están decorados con frisos superpuestos con motivos diversos, destacando los meandros, las volutas y las formas angulosas. Posteriormente, esta cerámica fue adornada con pequeñas orejeras, bases y cuellos. Los grupos que la utilizaban habitaban en poblados fortificados, algunos de gran tamaño (hasta 40 hectáreas).

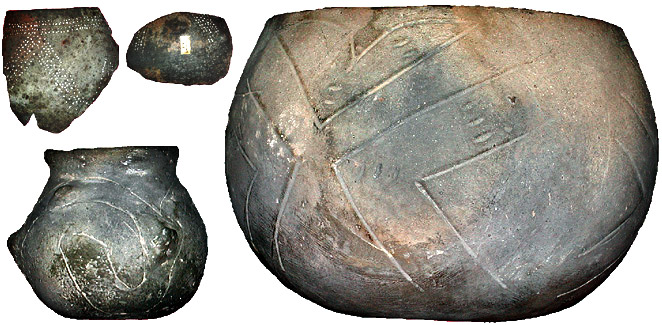
Cerámica de bandas

Mapa de Europa con las culturas mesolíticas-neolíticas, ca. 4500-4000 a. C.:
Cultura de la cerámica de bandas
Cultura Bükk
Cerámica cardial
Ertebölliense
Cultura Dniéper-Don
Cultura de Vinča
Cultura almeriense
Dímini
Cultura de la cerámica del peine